# Copa Aeroflot 1991
La Copa Aeroflot 1991 corresponde a un torneo amistoso de fútbol internacional, realizado en las ciudades de Santiago y Rancagua. 
Se disputó en el mes de febrero de 1991, organizado como cuadrangular por el club rancagüino O’Higgins, contó con la participación de Colo-Colo y los equipos europeos FC Shinnik de Rusia y la Selección de Hungría.  El conjunto ruso FC Shinnik se tituló campeón del torneo, llevándose la Copa Aeroflot a su vitrina de trofeos.  
La jornada doble correspondiente a la primera fecha se jugó en el Estadio Monumental de Santiago y la segunda fecha correspondiente a la última jornada se jugó en el Estadio El Teniente de Rancagua.

## Datos de los equipos participantes
| Equipo               | Calidad                                                           |
| -------------------- | ----------------------------------------------------------------- |
| O'Higgins            | Anfitrión y cuarto lugar la Serie Primera División de Chile 1990. |
| Colo-Colo            | Invitado y campeón de la Primera División de Chile 1991.          |
| Selección de Hungría | Invitado.                                                         |
| Shinnik              | Invitado y sexto lugar en la Primera Liga Soviética 1990.         |

### Modalidad
El torneo se jugó en dos fechas, en jornada doble, en las cuales sólo enfrentaron a los equipos chilenos versus los equipos europeos, resultando campeón aquel equipo con mayor cantidad de puntos en la tabla de posiciones.

## Partidos

### Primera fecha
| 23 de febrero de 1991 | O'Higgins | 0:2 | Shinnik               | Estadio Monumental (Chile), Santiago                           |                                                                |
|                       |           |     | Yuri Moiseev 14', 56' | Asistencia: 17.810 espectadores Árbitro(s): Juan Pablo Torrens | Asistencia: 17.810 espectadores Árbitro(s): Juan Pablo Torrens |

| 23 de febrero de 1991 | Colo-Colo                | 1:1 | Selección de Hungría | Estadio Monumental (Chile), Santiago                      |                                                           |
|                       | Marcelo Barticciotto 14' |     | Fischer 35'          | Asistencia: 17.810 espectadores Árbitro(s): Carlos Robles | Asistencia: 17.810 espectadores Árbitro(s): Carlos Robles |

### Segunda fecha
| 25 de febrero de 1991 | O'Higgins                                 | 2:0 | Selección de Hungría | Estadio El Teniente, Rancagua                             |                                                           |
|                       | Guillermo Carreño 28' · Ronald Baroni 48' |     |                      | Asistencia: 7.550 espectadores Árbitro(s): Sergio Vásquez | Asistencia: 7.550 espectadores Árbitro(s): Sergio Vásquez |

| 25 de febrero de 1991 | Colo-Colo | 0:0 | Shinnik | Estadio El Teniente, Rancagua                           |  |
|                       |           |     |         | Asistencia: 7.550 espectadores Árbitro(s): Víctor Ojeda |  |

## Tabla de posiciones
| Pos | Equipo               | PJ | PG | PE | PP | GF | GC | Dif | Pts |
| --- | -------------------- | -- | -- | -- | -- | -- | -- | --- | --- |
| 1   | Shinnik              | 2  | 1  | 1  | 0  | 2  | 0  | 2   | 3   |
| 2   | O'Higgins            | 2  | 1  | 0  | 1  | 2  | 2  | 0   | 2   |
| 3   | Colo-Colo            | 2  | 0  | 2  | 0  | 1  | 1  | 0   | 2   |
| 4   | Selección de Hungría | 2  | 0  | 1  | 1  | 1  | 3  | -2  | 1   |

PJ=Partidos jugados; PG=Partidos ganados; PE=Partidos empatados; PP=Partidos perdidos; GF=Goles a favor; GC=Goles en contra; Dif=Diferencia de gol; Pts=Puntos
|  | Campeón |

## Campeón
| Rusia   |
| Shinnik |